# 퍼리 벤전스
퍼리 벤전스(Furry Vengeance)는 아랍 에미레이트 연합에서 제작된 로저 컴블 감독의 2010년 코미디, 가족 영화이다. 브렌든 프레이저 등이 주연으로 출연하였고 키스 골드버그 등이 제작에 참여하였다.

## 출연

### 주연
- 브렌든 프레이저
- 브룩 쉴즈
- 맷 프로콥

### 조연
- 릭키 가르시아
- 유진 코데로
- 패트리스 오닐
- 짐 노턴
- 빌리 부시
- 켄 정
- 안젤라 킨지

## 제작진
- 협력프로듀서: 몰리 오키프
- 미술: 스티븐 J. 라인위버
- 세트: 제니퍼 엥겔
- 의상: 알렉산드라 웰커
- 배역: 제니퍼 유스턴